# عربی (آریزونا)
عربی (به انگلیسی: Araby) یک منطقهٔ مسکونی در ایالات متحده آمریکا است که در آریزونا واقع شده‌است. عربی ۶۶ متر بالاتر از سطح دریا واقع شده‌است.